# Mischling
Mischling era il termine usato durante il Terzo Reich per definire, in base alle leggi di Norimberga ed ai suoi decreti attuativi, un individuo non pienamente di razza ariana (nella maggior parte dei casi riferendosi a un soggetto di parziale ascendenza ebraica ma anche Jenisch, Rom, Sinti et al.).
La radice di tale espressione discende dal termine latino mixticius dal quale sono derivate le parole appartenenti al medesimo campo semantico mestizo e métis. In italiano potrebbe essere tradotto con i termini, non del tutto sovrapponibili come significato, meticcio oppure mezzosangue.

## Storia

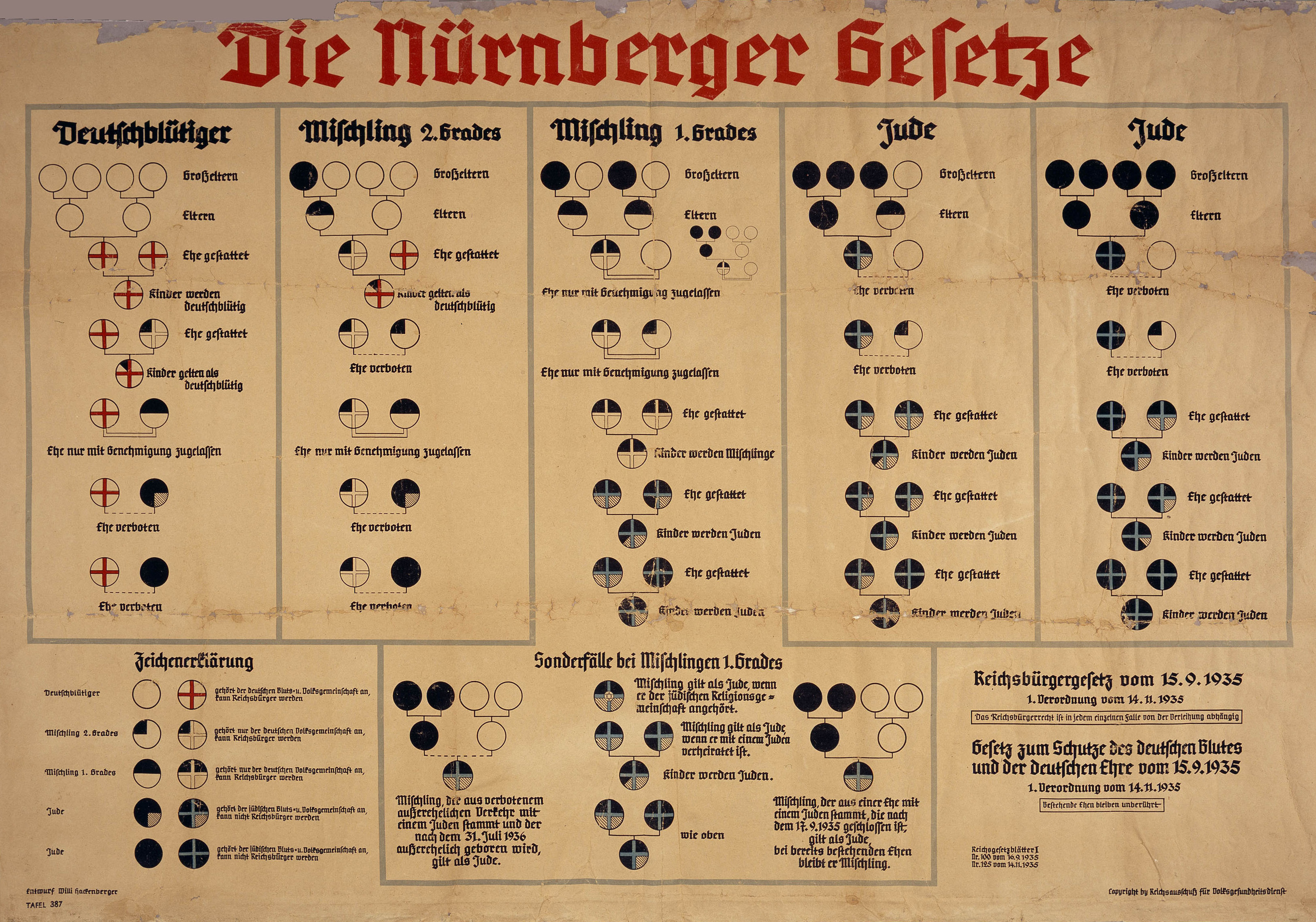
Nell'immagine viene riportata la suddivisione alla base della politica razziale nella Germania nazista. La colonna centrale mostra il Mischling, persona di sangue misto con parziali origini ebraiche.

Già a partire dal 1933 in Germania gli ebrei vennero rimossi dagli uffici pubblici, anche se a favore di quelli tra loro che avevano particolari benemerenze (ex militari che avevano combattuto per la patria durante la prima guerra mondiale ed i loro figli) intervenne Paul von Hindenburg.
Dopo la promulgazione nel 1935 da parte del Reichstag delle leggi razziali di Norimberga venne adottata legalmente, in Germania, una suddivisione in razze legata alle origini non pienamente ariane sino alla terza generazione.
Venne proibito il matrimonio ed ogni relazione sessuale tra ebrei e cittadini di sangue tedesco o affini. Queste prime leggi razziali naziste portarono, pochi anni dopo, alla tragedia della Shoah.

Hermine e Fanny Wittgenstein (sorelle di Ludwig Wittgenstein) vennero considerate ariane dopo aver segretamente pagato il Partito Nazista e poterono così lasciare la Germania

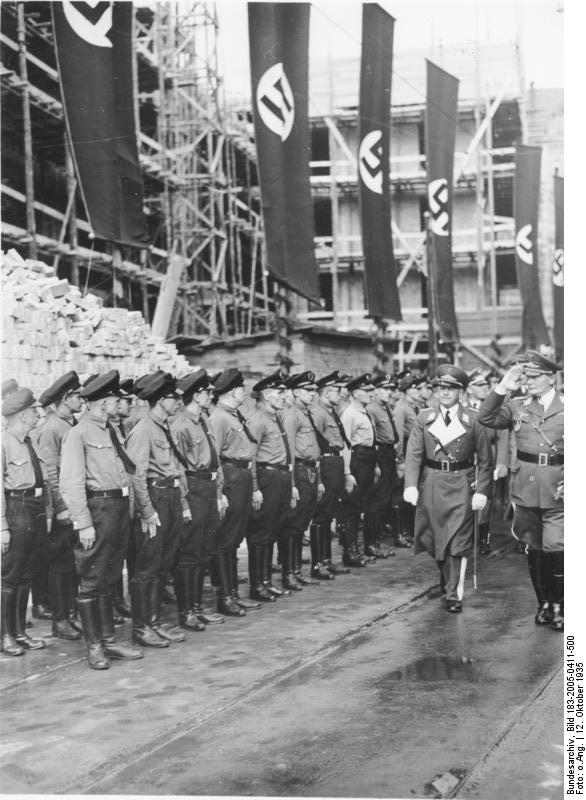
Il segretario di Stato Erhard Milch e il ministro del Reich per l'aviazione Hermann Göring

## Ebrei convertiti
Molti cittadini tedeschi di fede ebraica durante il XIX secolo si convertirono, principalmente al cattolicesimo ed al protestantesimo. Alla fine degli anni trenta la maggioranza della popolazione tedesca era protestante, anche se con l'annessione dell'Austria alla Germania si aggiunsero circa sei milioni di cattolici e con l'invasione della Cecoslovacchia più di altri tre milioni di cattolici che vivevano nei Sudeti incrementarono la percentuale dei cattolici in Germania. La situazione stimata in quel periodo vedeva circa un 57% di protestanti, un 41% di cattolici e un 1% di ebrei.
Molti protestanti e cattolici avevano alcuni antenati ebraici rintracciabili e in tale numero erano comprese anche persone che non professavano attivamente alcuna fede. 

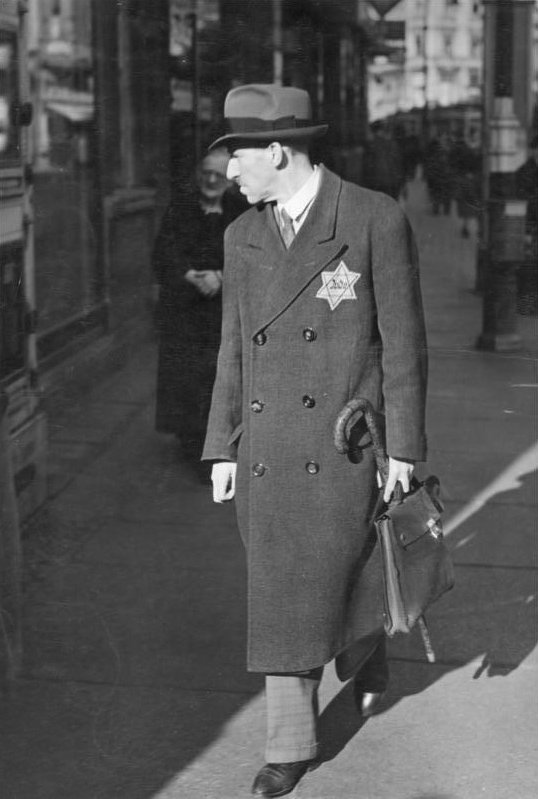
Uomo con la stella gialla, che lo individuava come ebreo, nel 1941 a Berlino

## Mischling di primo e di secondo grado
In una logica razziale imposta dal regime e regolamentata dalle ricordate leggi di Norimberga, l'intera popolazione germanica venne classificata secondo criteri di purezza di razza. Primi tra tutti erano gli ariani, cittadini con pieni diritti perché di razza pura o assimilabile come tale. Dopo venivano tutti gli altri non-ariani, cittadini che godevano di minori diritti. Con particolare riferimento agli ebrei, dopo gli ariani venivano i Mischling di secondo grado, quelli di primo grado e infine gli ebrei. Gli ebrei a loro volta erano suddivisi in due sottogruppi. 
Le caratteristiche che inserivano una persona tra i Mischling di primo oppure di secondo grado e suddividevano tra loro gli ebrei erano essenzialmente di carattere genealogico e riguardavano i nonni. Avere quattro o tre nonni ebrei rendeva la persona di razza ebraica. Avere due o un solo nonno ebreo rendeva la persona un Mischling, un mezzosangue. In particolare:
- Mischling di primo grado. Persona con due nonni ebrei su quattro e che alla data del 15 settembre 1935 non professava più la fede giudaica oppure non era più sposata con altra persona di razza ebraica.
- Mischling di secondo grado. Persona con un solo nonno ebreo su quattro.[5]

Esistevano differenze importanti a seconda se si veniva considerati di primo o di secondo grado. Nel caso della minor contaminazione con la razza ebraica, cosa che avveniva con i Mischling di secondo grado, si aveva il diritto di non pagare la tassa per proprietà ebraica e di non dover indossare la Judenstern (Stella gialla o stella di David).

## Wehrmacht
Oltre 100.000 Mischling prestarono servizio nelle forze armate tedesche, in particolare nella Wehrmacht, durante la seconda guerra mondiale. Tra loro alcuni raggiunsero posti di comando e furono dichiarati ariani da Hitler, come il feldmaresciallo Erhard Milch. Dal 1940 venne ordinata la loro espulsione dalle forze armate, ma non sempre questa direttiva venne applicata, mentre i loro parenti civili furono perseguitati e spesso sterminati.

## Organizzazione Todt
I Mischling di primo grado furono obbligati, dopo il loro internamento nei campi di concentramento o l'arruolamento nei battaglioni punitivi, a lavorare per l'organizzazione Todt.

## Personalità riconducibili ai Mischling o con ascendenza ebraica
- Erhard Milch venne indagato come sospetto Mischling, ma fu difeso da Hermann Göring e ufficialmente dichiarato figlio non del padre naturale, ebreo, ma dello zio.[8][9]
- Helmut Schmidt solo nel 1984 rivelò che il nonno paterno era stato un banchiere ebreo tedesco e che durante il periodo nazista la cosa rimase segreta, venendo ritenuto ariano. Se la sua storia familiare fosse emersa, sarebbe stato dichiarato Mischling di secondo grado.[10]
- Bernhard Rogge, con un nonno di religione ebraica, richiese un certificato di sangue tedesco per prestare servizio nella Kriegsmarine[11] e Karl Dönitz al processo di Norimberga lo citò per discolparsi dall'accusa di antisemitismo.[12]
- Helmut Wilberg ebbe una brillante carriera militare ed arrivò ad incarichi importanti nella Luftwaffe, pur avendo ascendenza ebraica.
- Ludwig Wittgenstein non fu propriamente un Mischling, ma un ebreo, avendo avuto tre nonni su quattro di ascendenza ebraica. Riuscì malgrado questo a non essere direttamente coinvolto dalle leggi razziali naziste perché nel 1929 era divenuto cittadino inglese.
- Anton Graf von Arco auf Valley, assassino di Kurt Eisner, presidente della Baviera.